# Canton de Chelles
Pour les articles homonymes, voir Chelles (homonymie).
Le canton de Chelles est une division administrative française, située dans le département de Seine-et-Marne et la région Île-de-France.
À la suite du redécoupage cantonal de 2014, le canton se compose de la commune de Chelles dans son intégralité.

## Historique
Le canton de Chelles a été constitué en 1964 à partir de territoires appartenant au canton de Lagny-sur-Marne (décret du 29 juillet 1964).
En 1975, il a été amputé des communes de Brou-sur-Chantereine, Vaires-sur-Marne et d'une partie de la commune de Chelles (partie nord), qui formèrent le canton de Vaires-sur-Marne, à la suite du décret no 75-1033 du 28 octobre 1975.
Depuis 2015, le canton de Chelles correspond à la commune de Chelles.

## Représentation

### Représentation avant 2015
| Période         | Période          | Identité           | Étiquette    | Qualité                                                                         |
| --------------- | ---------------- | ------------------ | ------------ | ------------------------------------------------------------------------------- |
| 25 octobre 1964 | 1976             | Guy Rabourdin      | UDR          | Industriel Député (1962-1973) - Maire de Chelles (1959-1977)                    |
| 1976            | 1982             | Jean-Pierre Fourré | PS           | Ingénieur - Député (1981-1993)                                                  |
| 1982            | 1993 (démission) | Charles Cova       | RPR          | Capitaine de vaisseau honoraire Député (1993-2007) Maire de Chelles (1983-1995) |
| 1993            | 2008             | Louis Le Chanoine  | RPR puis RPF | Conseiller municipal de Chelles                                                 |
| 2008            | 2015             | Lydie Autreux      | PS           | Infirmière Ancienne Conseillère municipale déléguée de Chelles                  |

### Représentation à partir de 2015
| Période élective | Période élective | Mandat | Mandat   | Identité           | Nuance | Nuance | Qualité                                                                             |
| ---------------- | ---------------- | ------ | -------- | ------------------ | ------ | ------ | ----------------------------------------------------------------------------------- |
| 2015             | 2021             | 2015   | 2021     | Céline Netthavongs |        | UDI    | Avocate Adjointe au maire de Chelles (depuis 2014)                                  |
| 2015             | 2021             | 2015   | 2021     | Brice Rabaste      |        | LR     | Maire de Chelles (depuis 2014)                                                      |
| 2021             | 2028             | 2021   | en cours | Céline Netthavongs |        | UDI    | Avocate Adjointe au maire de Chelles (depuis 2014)                                  |
| 2021             | 2028             | 2021   | en cours | Brice Rabaste      |        | LR     | Maire de Chelles (depuis 2014) 3e vice-président chargé des transports et mobilités |

### Résultats détaillés

#### Élections de mars 2015
À l'issue du 1er tour des élections départementales de 2015, deux binômes sont en ballotage : Céline Netthavongs et Brice Rabaste (Union de la Droite, 38,29 %) et Bernard Claude et Danie-Claude Ridore (FN, 22,22 %). Le taux de participation est de 43,3 % (13 444 votants sur 31 052 inscrits) contre 44,94 % au niveau départemental et 50,17 % au niveau national.
Au second tour, Céline Netthavongs et Brice Rabaste (Union de la Droite) sont élus avec 73,68 % des suffrages exprimés et un taux de participation de 41,22 % (8 388 voix pour 12 800 votants et 31 054 inscrits).

#### Élections de juin 2021
Le premier tour des élections départementales de 2021 est marqué par un très faible taux de participation (33,26 % au niveau national). Dans le canton de Chelles, ce taux de participation est de 26,48 % (8 623 votants sur 32 567 inscrits) contre 27,81 % au niveau départemental. À l'issue de ce premier tour, deux binômes sont en ballotage : Céline Netthavongs et Brice Rabaste (Union à droite, 51,6 %) et Annie Lamoureux et Arnaud Rioult (RN, 11,06 %).
Au second tour de l'élection, avec 71,83% d'abstention, le tandem Céline Netthavongs et Brice Rabaste (Union à droite) rassemble 85,36 % des voix, contre Annie Lamoureux et Arnaud Rioult (RN, 14,64%).

## Composition

### Composition de 1964 à 1975
Le canton comprenait trois communes entières :
- Brou-sur-Chantereine
- Chelles
- Vaires-sur-Marne

### Composition de 1975 à 2015
Le canton de Chelles se composait d'environ deux tiers de la commune de Chelles.

### Composition à partir de 2015
Le canton de Chelles se compose de la totalité de la commune de Chelles.
| Nom                             | Code Insee | Intercommunalité              | Superficie (km2) | Population (dernière pop. légale) | Densité (hab./km2) | Modifier                                    |
| ------------------------------- | ---------- | ----------------------------- | ---------------- | --------------------------------- | ------------------ | ------------------------------------------- |
| Chelles (bureau centralisateur) | 77108      | CA Paris - Vallée de la Marne | 15,90            | 54 372 (2022)                     | 3 420              | modifier les données · modifier les données |
| Canton de Chelles               | 7702       |                               |                  | 54 372 (2022)                     |                    | modifier les données                        |

## Démographie

### Démographie avant 2015
| 1968 | 1975 | 1982 | 1990   | 1999   | 2006   | 2011   | 2012   |
| ---- | ---- | ---- | ------ | ------ | ------ | ------ | ------ |
| -    | -    | -    | 30 663 | 30 452 | 33 008 | 35 078 | 35 512 |

### Démographie depuis 2015
En 2022, le canton comptait 54 372 habitants, en évolution de +0,32 % par rapport à 2016 (Seine-et-Marne : +3,92 %, France hors Mayotte : +2,11 %).
| 2013   | 2018   | 2022   |
| ------ | ------ | ------ |
| 53 569 | 55 148 | 54 372 |